# 克莱穆提乌斯·科尔都斯
克莱穆提乌斯·科尔都斯（英語：Aulus Cremutius Cordus）。约活动于公元1世纪前后。他是一名元老与历史学家，因其史作内容遭到提比略的控诉而自杀，其作品已经失传。